# August Silberstein
August Silberstein (Óbuda, 1825. július 5. – Bécs, 1900. március 7.) osztrák író, költő, újságíró.

## Élete
Silberstein Náthán és Boskovitz Teréz gyermekeként született egy gazdag kereskedő családba, azonban az 1838-as pesti árvíz miatt elvesztették vagyonukat. Édesapja egy évvel később meghalt. Középiskolai tanulmányait szülővárosában végezte, majd rokonaihoz Bécsbe költözött. 
Már tizenhat éves korában verseket írt, s először 1848-ban az Allgemeine Theaterzeitung címoldalán jelent meg egyik költeményével. Kereskedéssel foglalkozott, de közben a Bécsi Egyetem rendkívüli hallgatója volt. Az 1848-as bécsi forradalmak idején az „Aula” folyóirat titkárává választották, majd az Akadémiai Légió jegyzője lett. Cikkei megjelentek a szatirikus Leuchkugeln című folyóiratban. 
Miután a forradalom elbukott, menekülnie kellett Bécsből. Lipcsébe ment, ahol kétszer is letartóztatták. 1854-ben visszatért Bécsbe, de a haditörvényszék öt évre elítélte. Politikai fogolyként egy évet a Brno melletti Spielberg várában raboskodott, majd amnesztiával szabadult. A 48-as eszméhez egész életében hű maradt. Ezt követően Bécsben élt íróként, illetve különböző újságok szerkesztőjeként működött. Költeményeket, regényeket és novellákat írt. Kedvelt témája volt a falusi élet, illetve több ifjúsági műve is megjelent. 
Az 1870-es években nagy népszerűségre tett szert. Versei már életében nagy hatást gyakoroltak Peter Rosegger osztrák költőre, akinek bizonyos mértékig mentora volt. A versei közül többet megzenésítettek, mint például a „Wenn du ein Herzig Liebchen” címűt id. Johann Strauss, a „Germanenzug ” és a „Helgoland” című műveit pedig Anton Bruckner. Több tudományos és művészeti egylet tagjává választották.

## Művei
- Geschichte der Aula. Die Wiener Universität und die Akademische Legion vom März bis Ende Oktober 1848. (Mannheim, 1848)
- Dorfschwalben aus Österreich (2 kötet) (München, 1862, 1863)
  - ebből a regényéből merített inspirációt Josef Strauss a Dorfschwalben aus Österreich című keringőjéhez
- Herkules Schwach, 3 kötet (humoros regény, München, 1863)
- Lieder (München, 1864, Stuttgart, 1887)
- Land und Leute im Nasswald (Wien,1868)
- Glänzende Bahnen, 2. kiadás 11 kötetben (Berlin, 1875)
- Die Alpenrose von Ischl, 2 kötet (Berlin 1866, 1875)
- Deutsche Hochlandsgeschichten, 2 kötet (Stuttgart 1875, 1877)
- Büchlein Klinginsland – Dichterweisen und Weisungen (Wien 1873, 1895)
- Denksäulen im Gebiet der Kultur und Litteratur (Wien, 1879)
- Trutznachtigal, Lieder aus deutschem Wald (Leipzig 1859, 1870)
- Die Rosenzauberin (elbeszélő költemény, Leipzig, 1884)
- Hauschronik im Blumen- und Dichterschmuck (Altona, 1884)
- Frau Sorge (Leipzig 1886)
- Landläufige Geschichten, 2 kötet (Leipzig, 1886)
- Dorfmusik (Leipzig, 1892)
- Die vom Dorf. (Berlin, 1895)
- Der verwandelte Ahasver stb. a St. Peterskeller zu Salzburg-ban (Leipzig, 1899)